# Silbertellurid
Silbertellurid (Silber(I)-tellurid, Ag2Te) ist eine monokline Kristallverbindung aus der Gruppe der Telluride, die aus Silber und Tellur gebildet wird. Im weiteren Sinn umfasst der Begriff Silbertellurid auch das metastabile Silber(II)-tellurid (AgTe), in mineralischer Form auch als Empressit bezeichnet, und Ag5Te3 in welche das metastabile Silber(II)-tellurid zerfällt.

## Gewinnung und Darstellung
Die Darstellung von Silbertellurid erfolgt durch Überleiten von Tellur-Dämpfen über Silber in Stickstoffgas bei einer Reaktionstemperatur von 470 °C.
{\displaystyle \mathrm {2\ Ag+Te\longrightarrow Ag_{2}Te} }

## Eigenschaften
Silbertellurid ist eine schwarzgraue, kristalline Substanz. Das normale β-Silbertellurid besitzt eine monokline Kristallstruktur mit der Raumgruppe P21/c (Raumgruppen-Nr. 14) und Gitterkonstanten von a = 816 pm, b = 446,8 pm, c = 897,7 pm und β = 124°16'. Die α-Modifikation besitzt eine kubische Kristallstruktur mit der Raumgruppe Fm3m (Nr. 225) und bildet sich bei Temperaturen über 144 °C. Daneben sind noch drei Hochdruckmodifikation bekannt, die sich bei Drücken ab 2,4 GPa, 2,8 GPa und 12,8 GPa bilden.
Silbertellurid ist ein Halbleiter, der sowohl p-dotiert als auch n-dotiert werden kann.